# Lipa (cigarety)

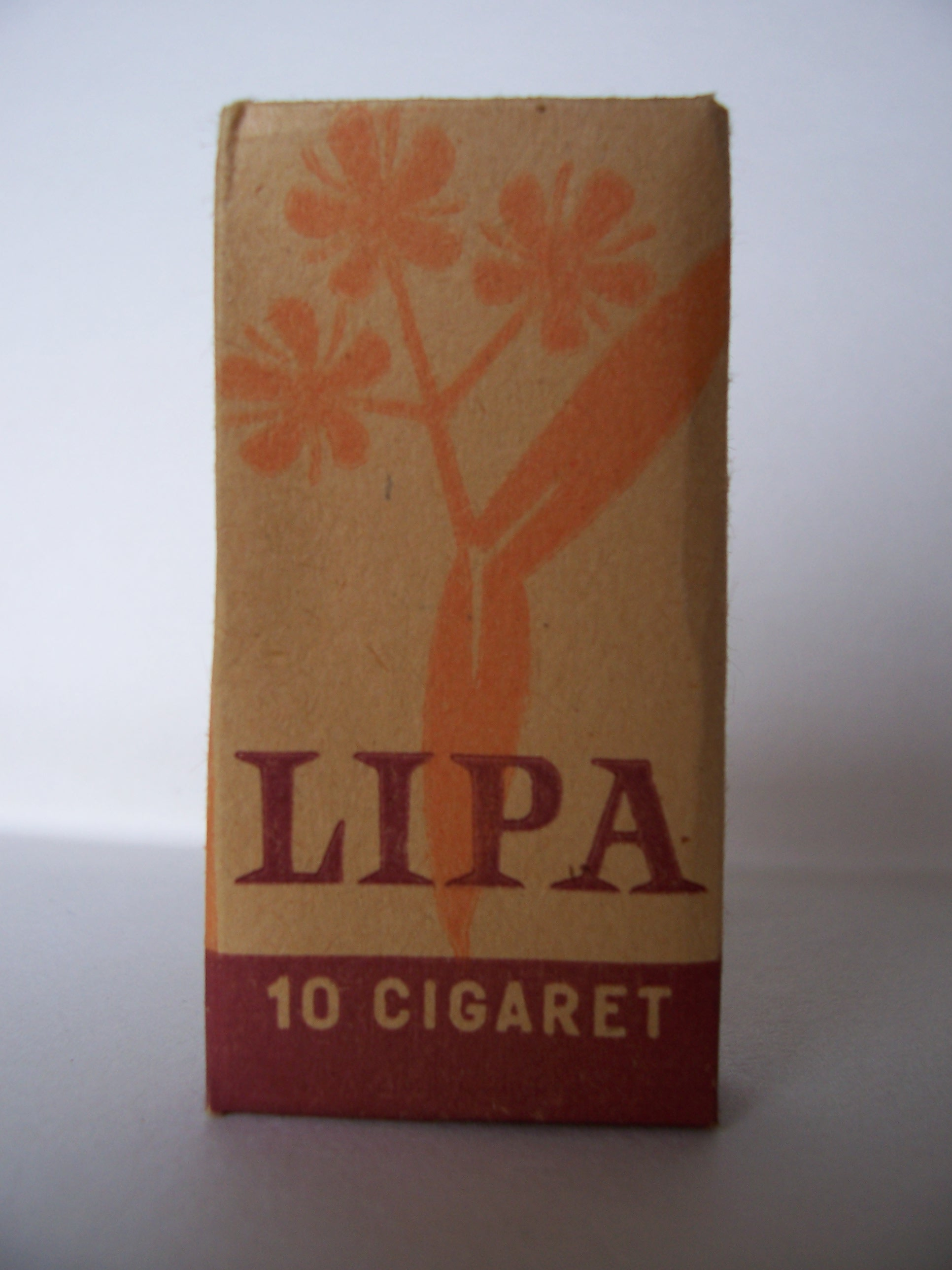
Cigarety Lipa

Lipa je zaniklá československá značka cigaret bez filtru. Na trh byla uvedena u příležitosti svátku 1. máje roku 1950 (na Slovensku původně pod názvem »Cigareta IX. sjezdu KSS«).  Prodávaly se po 10 ks v papírové krabičce oranžovo-žlutých barev za cenu 2 Kčs. Vyráběl je Československý tabákový průmysl, n. p. podle ČSN 56 9560. Autorem grafického návrhu krabičky byl akademický malíř Richard Lander. Během 50. a na počátku 60. let se jednalo spolu s levnější značkou Partyzánka o pilíř cigaretového trhu v Československu. V 60. letech je postupně vytlačila nová generace značek (Mars, Sparta, Start a další). Výroba cigaret Lipa byla ukončena roku 1968.